# Lampocteis cruentiventer
Lampocteis cruentiventer is een soort in de taxonomische indeling van de ribkwallen (Ctenophora). 
De kwal behoort tot het geslacht Lampocteis en behoort tot de familie Lampoctenidae. De wetenschappelijke naam van de soort werd voor het eerst geldig gepubliceerd in 2001 door Harbison, Matsumoto & Robison.